# Carmona (Cavite)
Carmona è una municipalità di prima classe delle Filippine, situata nella Provincia di Cavite, nella Regione di Calabarzon.
Carmona è formata da 14 baranggay:
- Bancal
- Barangay 1 (Pob.)
- Barangay 2 (Pob.)
- Barangay 3 (Pob.)
- Barangay 4 (Pob.)
- Barangay 5 (Pob.)
- Barangay 6 (Pob.)
- Barangay 7 (Pob.)
- Barangay 8 (Pob.)
- Cabilang Baybay
- Lantic
- Mabuhay
- Maduya
- Milagrosa